# Analiza rynku
Analiza rynku – proces systematycznego badania, oceny i interpretacji informacji na temat rynku, na którym działa lub zamierza działać firma. Celem analizy rynku jest zrozumienie struktury rynku, identyfikacja kluczowych graczy, określenie trendów rynkowych, potrzeb konsumentów, preferencji, a także zagrożeń i szans, które mogą wpłynąć na działalność firmy. Analiza rynku obejmuje badanie wielkości rynku, jego segmentacji, dynamiki cen, konkurencji oraz czynników makroekonomicznych wpływających na rynek.

## Metody analizy rynku
Metody analizy rynku to techniki i narzędzia, które pozwalają na zbieranie, analizowanie i interpretowanie danych rynkowych.
Do najważniejszych metod analizy rynku należą:
- Analiza SWOT (Strengths, Weaknesses, Opportunities, Threats) – ocena mocnych i słabych stron firmy oraz szans i zagrożeń płynących z otoczenia rynkowego[5].
- Analiza pięciu sił Portera – identyfikacja sił konkurencyjnych w branży, takich jak groźba nowych wejść, siła dostawców, siła nabywców, groźba substytutów oraz rywalizacja między istniejącymi konkurentami[6].
- Badania rynkowe – obejmują różnorodne techniki zbierania danych, takie jak ankiety, wywiady, grupy fokusowe oraz analiza danych wtórnych[7].
- Analiza PESTEL (Political, Economic, Social, Technological, Environmental, Legal) – analiza czynników zewnętrznych wpływających na rynek[8].
- Analiza segmentacji rynku – podział rynku na mniejsze segmenty w celu lepszego zrozumienia potrzeb konsumentów i dostosowania oferty[9].

## Etapy analizy rynku
Etapy analizy rynku są kluczowe dla zrozumienia struktury rynku i podjęcia odpowiednich decyzji biznesowych.
Można wyróżnić następujące etapy analizy rynku:
1. Określenie celu analizy
- Przed rozpoczęciem analizy rynku należy jasno określić, co firma chce osiągnąć. Może to być ocena potencjału nowego produktu, zrozumienie konkurencji, czy identyfikacja nowych rynków zbytu.

2. Zbieranie danych
- Dane pierwotne: Zbierane bezpośrednio od źródeł, np. poprzez ankiety, wywiady, grupy fokusowe.
- Dane wtórne: Dostępne już dane, takie jak raporty rynkowe, publikacje branżowe, statystyki rządowe.

3. Analiza danych
- Wybór odpowiedniej metody analizy rynku na podstawie zebranych danych oraz celu analizy.

4. Segmentacja rynku
- Podział rynku na mniejsze segmenty, które charakteryzują się podobnymi cechami, takimi jak wiek, dochód, zachowania konsumenckie. Pomaga to lepiej zrozumieć potrzeby różnych grup klientów i dostosować ofertę.

5. Identyfikacja rynku docelowego
- Na podstawie segmentacji wybiera się najbardziej atrakcyjny rynek docelowy, który firma będzie obsługiwać. Analiza obejmuje ocenę wielkości rynku, jego potencjału wzrostu, konkurencji i innych kluczowych czynników.

6. Prognozowanie popytu
- Szacowanie przyszłego popytu na produkty lub usługi na wybranym rynku. Prognozowanie może opierać się na danych historycznych, trendach rynkowych, analizach eksperckich.

7. Analiza konkurencji
- Ocena głównych konkurentów, ich strategii, mocnych i słabych stron, a także przewagi konkurencyjnej. Pomaga to zrozumieć, jak firma może wyróżnić się na tle konkurencji.

8. Ocena ryzyka i szans
- Na podstawie zebranych danych i analiz ocenia się potencjalne ryzyka (np. zmiany regulacyjne, nowe technologie) oraz szanse (np. rozwijające się rynki, nowe trendy konsumenckie).

9. Przygotowanie raportu i rekomendacji
- Wyniki analizy są zestawiane w raporcie, który zawiera kluczowe wnioski oraz rekomendacje dotyczące dalszych działań, takich jak wprowadzenie produktu, zmiana strategii marketingowej czy wejście na nowy rynek.

10. Monitorowanie i aktualizacja
- Analiza rynku nie jest jednorazowym działaniem. Regularne monitorowanie rynku i aktualizacja danych są kluczowe dla adaptacji do zmieniających się warunków i zapewnienia ciągłego sukcesu firmy[11].

## Powody przeprowadzania analizy rynku
Analiza rynku jest kluczowa, ponieważ:
- Minimalizuje ryzyko – dostarcza informacji, które pomagają podejmować świadome decyzje biznesowe, minimalizując ryzyko niepowodzeń.
- Pomaga zrozumieć klientów – umożliwia lepsze zrozumienie potrzeb i preferencji klientów, co pozwala na lepsze dopasowanie oferty.
- Identyfikuje szanse rynkowe – pozwala na odkrycie nowych nisz i możliwości wzrostu.
- Wzmacnia konkurencyjność – dostarcza danych na temat konkurencji i pomaga w wypracowaniu przewagi konkurencyjnej.
- Wsparcie w podejmowaniu decyzji – stanowi fundament dla tworzenia skutecznych strategii marketingowych i operacyjnych[12][10].

## Kiedy wykonywać analizę rynku
Analizę rynku należy wykonywać regularnie, a w szczególności:
- Przed wprowadzeniem nowego produktu lub usługi – aby zrozumieć, jakie są potrzeby rynku i jakie są szanse na sukces.
- Przed wejściem na nowy rynek – aby zidentyfikować potencjalne bariery i możliwości.
- Podczas planowania strategicznego – jako podstawa do tworzenia planów rozwoju i adaptacji do zmieniającego się otoczenia rynkowego.
- Przy zmianach w otoczeniu biznesowym – takich jak zmiany regulacyjne, technologiczne lub ekonomiczne, które mogą wpłynąć na rynek[13].

## Najczęściej popełniane błędy przy analizie rynku
- Brak jasnego celu analizy – prowadzenie analizy bez określenia, jakie pytania ma ona odpowiedzieć.
- Niedostateczna ilość danych – opieranie się na zbyt małej próbie lub nieaktualnych informacjach.
- Zaniedbanie analizy konkurencji – skupienie się wyłącznie na własnych produktach i klientach, bez uwzględnienia działań konkurentów.
- Przecenianie pozytywnych wyników – ignorowanie lub niedoszacowanie ryzyk i zagrożeń.
- Brak aktualizacji – opieranie decyzji na przestarzałych danych bez uwzględnienia dynamicznych zmian na rynku[13].

## Czym analiza rynku nie jest
Analiza rynku nie jest jednorazowym działaniem ani intuicyjnym osądem. Nie jest to również zgadywanie ani oparte wyłącznie na subiektywnych opiniach przewidywanie przyszłości. Analiza rynku różni się od typowych działań sprzedażowych czy promocyjnych i nie jest równoznaczna z tworzeniem strategii marketingowej, choć dostarcza do niej niezbędnych danych.